# Герб комуни Вадстена
Герб комуни Вадстена (швед. Vadstena kommunvapen) — символ шведської адміністративно-територіальної одиниці місцевого самоврядування комуни Вадстена. 

## Історія
Від XV століття місто Вадстена використовувало герб. На документах з 1417 року прикріплена печатка з зображенням Святої Бригіди. 

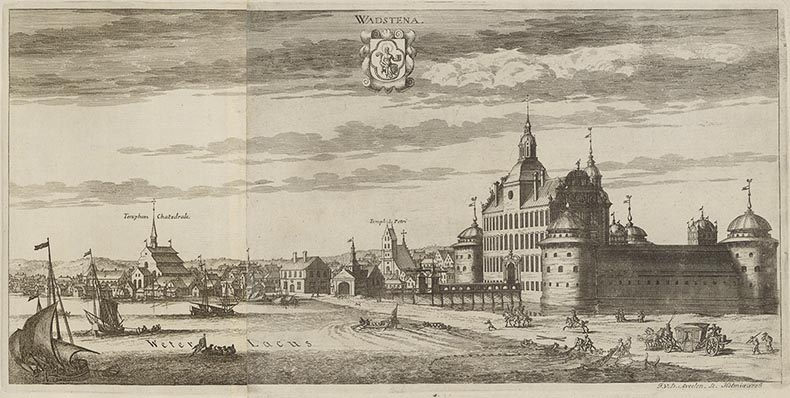
Герб на гравюрі з панорамою міста Вадстена (біля 1700 р.)

Герб отримав королівське затвердження 1938 року.    
Після адміністративно-територіальної реформи, проведеної в Швеції на початку 1970-х років, муніципальні герби стали використовуватися лишень комунами. Цей герб був 1971 року перебраний для нової комуни Вадстена.
Герб комуни офіційно зареєстровано 1983 року.
Герби давніших адміністративних утворень, що увійшли до складу комуни, більше не використовуються.

Герб ландскомуни Фолькунга (1955–1970)
Герб ландскомуни Естйота-Даль (1954–1966)

## Опис (блазон)
У золотому полі на червоному троні сидить Свята Бригіда у срібній одежі.

## Зміст
Сюжет герба походить з міської печатки 1417 року. 1350 року на місці сучасного міста Вадстена Бригіда Шведська заснувала перший монастир ордену бригідок.      